# Chantal Gary
Pour les articles homonymes, voir Gary.
Chantal Gary, née le 11 février 1988 à Luxembourg-Ville (Luxembourg), est une géographe et femme politique luxembourgeoise, membre du parti Les Verts (déi Gréng).

## Biographie

### Études et formations
Elle fait ses études à l'université Paul-Valéry-Montpellier de 2009 à 2012, où elle obtient un bachelor en géographie. Après avoir obtenu son baccalauréat, elle réalise un stage au Burkina Faso auprès de l'ONG Burkina Vert, où elle effectue des travaux de recherche et de médiation sur des projets d'agriculture durable, en particulier dans le nord du pays. De 2012 à 2015, elle poursuit ses études à l'université d'Innsbruck pour obtenir un master of sciences en géographie, agriculture et développement durable régionale. Dans le cadre de sa maîtrise, elle effectue un stage de six mois à la « Comissão Pastoral da Terra (pt) » (abrégé en CPT) à Maceió. Il s’agit d’une organisation brésilienne engagée politiquement par le biais de travaux publicitaires en faveur de la réforme agraire et, entre autres, en soumettant au gouvernement des revendications sociales et environnementales.

### Activités professionnelles
Après avoir obtenu son diplôme, elle travaille pour Fairtrade Lëtzebuerg en tant que chargée de sensibilisation et d'actions. En 2016, elle effectue un voyage d'étude au Pérou. À Saman, elle visite la coopérative de banane Asociación de Pequeños Productores de Banano Orgánico Samán y Anexos (abrégée en APPBOSA), qui gère des plantations de bananes bio et équitables.
À partir de septembre 2018, elle est employée au sein de la Verkéiersverbond (en français : Communauté des transports ; abrégé en CdT) en tant que gestionnaire de projets dans le service « mobilité nationale et transfontalière » jusqu'à son entrée à la Chambre en octobre 2019. 

### Carrière politique
Candidate malheureuse aux élections législatives du 14 octobre 2018, elle se place en troisième position sur la liste du parti dans la circonscription Est.
Le 23 octobre 2019, à la suite de la nomination de Henri Kox au gouvernement, Chantal Gary fait son entrée à la Chambre des députés où elle représente le parti Les Verts (déi Gréng) dans la circonscription Est,. 

### Vie privée
Chantal Gary joue au club de handball Museldall situé à Grevenmacher de 1999 à 2019 et est actuellement vice-présidente du club. Elle est également championne nationale de taekwondo. Pendant son temps libre, elle cultive la vigne dans son petit vignoble à Grevenmacher.
Chantal Gary est la nièce de Henri Kox.